# 电子显微镜

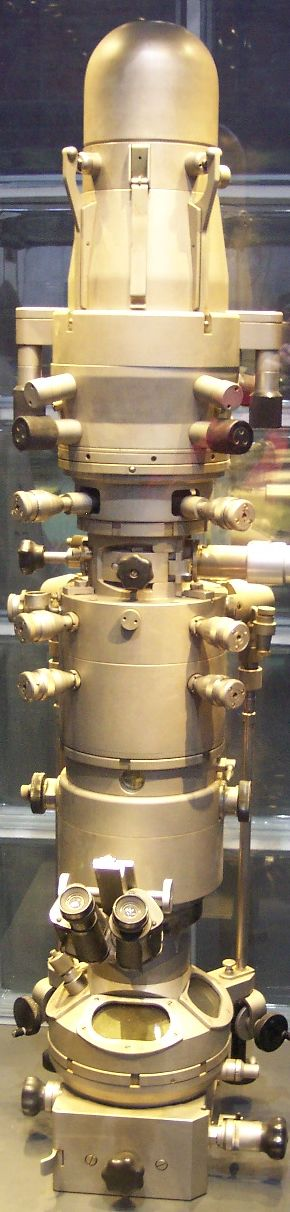
透射電子顯微鏡

電子顯微鏡（英語：electron microscope，簡稱電鏡或電顯）是使用電子來展示物件的內部或表面的顯微鏡。
高速的電子的波長比可見光的波長短（波粒二象性），而顯微鏡的分辨率受其使用的波長的限制，因此電子顯微鏡的分辨率（約0.2奈米）遠高於光學顯微鏡的分辨率（約200奈米）。

## 技術
電子顯微鏡的主要組成部分是：
- 電子源，是一個釋放自由電子的陰極，一個環狀的陽極加速電子。陰極和陽極之間的電壓差必須非常高，一般在數千伏到3百萬伏之間。
- 電子透鏡，用來聚焦電子。一般使用的是磁透鏡，有時也有使用靜電透鏡的。電子透鏡的作用與光學顯微鏡中的光學透鏡的作用是一樣的。光學透鏡的焦點是固定的，而電子透鏡的焦點可以被調節，因此電子顯微鏡不像光學顯微鏡那樣有可以移動的透鏡系統。
- 真空裝置。真空裝置用以保障顯微鏡內的真空狀態，這樣電子在其路徑上不會被吸收或偏向。
- 樣品架。樣品可以穩定地放在樣本架上。此外往往還有可以用來改變樣品（如移動、轉動、加熱、降溫、拉長等）的裝置。
- 探測器，用來收集電子的信號或次級信號。

## 种类
- 穿透式電子顯微鏡（TEM）可以直接获得一个样本的投影。在这种显微镜中电子穿过样本，因此样本必须非常薄。样本的厚度取决于组成样本的原子的原子量、加速电子所用的电压和所希望获得的分辨率。样本的厚度可以从数纳米到数微米不等。原子量越高、电压越低，样本就必须越薄。

通过改变物镜的透镜系统人们可以直接放大物镜的焦点的像。由此人们可以获得电子衍射像。使用这个像可以分析样本的晶体结构。
在能量过滤穿透式电子显微镜（Energy Filtered Transmission Electron Microscopy，EFTEM）中人们测量电子通过样本时的速度改变。由此可以推测出样本的化学组成，比如化学元素在样本内的分布。
- 掃描式電子顯微鏡（SEM）中的电子束尽量聚焦在样本的一小块地方，然后一行一行地扫描样本。入射的电子导致样本表面散发出电子，显微镜观察的是这些每个点散射出来的电子。由于这样的显微镜中电子不必透射样本，因此其电子加速的电压不必非常高。场发射扫描电子显微镜是一种比较简单的电子显微镜，它观察样本上因强电场导致的场发射所散发出来的电子。

假如观察的是透过样本的扫描电子的话，那么这种显微镜被称为扫描透射电子显微镜（Scanning Transmission Electron Microscopy，STEM）。
冷冻电镜，就是用于扫描电镜的超低温冷冻制样及传输技术（Cryo-SEM）可实现直接观察液体、半液体及对电子束敏感的样品，如生物、高分子材料等。样品经过超低温冷冻、断裂、镀膜制样（喷金/喷碳）等处理后，通过冷冻传输系统放入电镜内的冷台（温度可至-185℃）即可进行观察。其中，快速冷冻技术可使水在低温状态下呈玻璃态，减少冰晶的产生，从而不影响样品本身结构，冷冻传输系统保证在低温状态下对样品进行电镜观察。

## 樣本處理
在使用透視電子顯微鏡觀察生物樣品前樣品必須被預先處理。隨不同研究要求的需要科學家使用不同的處理方法。
- 固定：為了盡量保存樣本的原樣使用戊二醛來硬化樣本和使用鋨酸來染色脂肪。
- 冷固定：將樣本放在液態的乙烷中速凍，這樣水不會結晶，而形成非晶體的冰。這樣保存的樣品損壞比較小，但圖像的對比度非常低。
- 脫水：使用乙醇或丙酮來取代水。
- 包埋：樣本被包埋於合成樹酯後進行切片。
- 切片：將樣本使用金剛石刃或玻璃刀刃切成薄片。
- 染色：重的原子如鉛或鈾比輕的原子散射電子的能力高，因此可被用來提高對比度。

使用透視電子顯微鏡觀察金屬前樣本要被切成非常薄的薄片（約0.1毫米），然後使用電解擦亮繼續使得金屬變薄，最後在樣本中心往往形成一個洞，電子可以在這個洞附近穿過那裡非常薄的金屬。無法使用電解擦亮的金屬或不導電或導電性能不好的物質如硅等一般首先被用機械方式磨薄後使用離子打擊的方法繼續加工。
為防止不導電的樣品在掃描電子顯微鏡中積累靜電它們的表面必須覆蓋一層導電層。

## 缺點
在電子顯微鏡中樣本必須在真空中觀察，因此無法觀察活樣本。在處理樣本時可能會產生樣本本來沒有的結構，這加劇了此後分析圖像的難度。由於透射電子顯微鏡只能觀察非常薄的樣本，而有可能物質表面的結構與物質內部的結構不同。此外電子束可能通過碰撞和加熱破壞樣本。還有，電子顯微鏡觀察到的樣本都是沒有顏色的。
現在的最新技術可以在電子顯微鏡中觀察濕的樣本和不涂導電層的樣本（環境掃描電子顯微鏡，Environmental Scanning Electron Microscopes，ESEM）。假如事先對樣本的情況比較清晰的話則可以基本上進行不破壞的觀察。
此外電子顯微鏡購買和維護的價格都比光學顯微鏡高出許多。

## 歷史
1926年漢斯·布什研製了第一個磁力電子透鏡。1931年恩斯特·魯斯卡和馬克斯·克諾爾研製了第一台透視電子顯微鏡。展示這台顯微鏡時使用的還不是透視的樣本，而是一個金屬格。1986年魯斯卡為此獲得諾貝爾物理學獎。1938年他在西門子公司研製了第一台商業電子顯微鏡。
1934年鋨酸被提議用來加強圖像的對比度。1937年第一台掃描透射電子顯微鏡推出。
一開始研製電子顯微鏡最主要的目的是顯示在光學顯微鏡中無法分辨的病原體如病毒等。1949年可投射的金屬薄片出現後材料學對電子顯微鏡的興趣大增。
1960年代透射電子顯微鏡的加速電壓越來越高來透視越來越厚的物質。這個時期電子顯微鏡達到了可以分辨原子的能力。
1980年代人們能夠使用掃描電子顯微鏡觀察濕樣本。1990年代中電腦越來越多地用來分析電子顯微鏡的圖像，同時使用電腦也可以控制越來越複雜的透鏡系統，同時電子顯微鏡的操作越來越簡單。